# Conseil national électoral (Venezuela)
Pour les articles homonymes, voir Conseil national électoral.
Le Conseil national électoral (Consejo Nacional Electoral) est l'institution chargée de garantir et superviser le déroulement des processus électoraux qui ont lieu au Venezuela au niveau national et local. Créé par la constitution de 1999, il succède au Consejo Supremo Electoral. Ses 5 principaux membres sont élus à la majorité qualifiée (deux tiers des voix) par l'Assemblée nationale du Venezuela.

## Analyse
Le système électoral du Venezuela est controversé. Le Tribunal suprême de justice, avec la majorité soutenant Chávez, a élu des fonctionnaires au Conseil national électoral du Venezuela (CNE), supposé être non partisan, malgré le fait que la Constitution de 1999 stipule que cette tâche incombe à l'Assemblée nationale du Venezuela. Cela a conduit à ce que le conseil d'administration du CNE soit majoritairement composé de chavistes ou de partisans de Chávez. Depuis lors, le gouvernement vénézuélien, contrôlé par le parti au pouvoir PSUV, a manipulé les élections, en maintenant le contrôle du CNE, des médias et des dépenses publiques.[source insuffisante]
Selon le département d'État des États-Unis, il y a « une fraude généralisée avant et après les élections, y compris des irrégularités électorales, des interférences gouvernementales et une manipulation des électeurs » et « les partis politiques d'opposition [ont] opéré dans une atmosphère restrictive caractérisée par l'intimidation, la menace de poursuites ou de sanctions administratives pour des accusations discutables et un accès restreint aux médias ».[source insuffisante] Les observateurs internationaux ont eu des difficultés à surveiller les élections, bien que le gouvernement bolivarien accepte les louanges de leurs élections de la part des alliés de l'UNASUR.[source insuffisante]
Le système électoral vénézuélien a été remis en question à de nombreuses reprises. En 2005, il a été allégué que le Tribunal suprême de justice, avec une majorité pro-Chávez, a nommé des fonctionnaires au Conseil national électoral du Venezuela, malgré le fait que la Constitution de 1999 stipule que cette tâche doit être réalisée par l'Assemblée nationale. En conséquence, le conseil d'administration du CNE était principalement composé d'individus alignés sur le chavisme. Depuis lors, le gouvernement vénézuélien, contrôlé par le parti au pouvoir PSUV, a manipulé les élections en maintenant le contrôle du CNE, en utilisant les médias et en exploitant les dépenses publiques. Pendant ce temps, selon le département d'État des États-Unis, il y a « une fraude généralisée avant et après les élections, y compris des irrégularités électorales, des interférences gouvernementales et une manipulation des électeurs », et « les partis politiques d'opposition opèrent dans une atmosphère restrictive caractérisée par l'intimidation, des menaces de poursuites ou des sanctions administratives pour des accusations discutables, et un accès restreint aux médias ». Les observateurs internationaux ont eu des difficultés à surveiller les élections.
Le 12 juin 2020, le Tribunal suprême de justice a nommé des recteurs du CNE après la décision controversée d'omission législative par le Parlement à majorité d'opposition, qui, selon la Constitution du Venezuela, est responsable de la sélection des directeurs de l'organe électoral. Cela a été convenu entre le gouvernement de Nicolás Maduro et le gouvernement intérimaire de Juan Guaidó. La décision du TSJ a été critiquée par l'opposition et les observateurs internationaux, car elle viole la séparation des pouvoirs et affaiblit la démocratie dans le pays. De plus, elle s'ajoute à une série d'actions prises par le gouvernement de Maduro considérées comme des tentatives de consolider son contrôle sur l'appareil d'État vénézuélien et de réprimer l'opposition.
Bien que la Constitution de la république bolivarienne du Venezuela autorise le Tribunal suprême de justice à nommer les membres de l'Organe électoral lorsque l'Assemblée nationale ne parvient pas à atteindre un pourcentage minimum de députés, au-delà de la composition de l'organe électoral, l'organisation de l'acte électoral et la formation des bureaux de vote garantissent l'invulnérabilité du vote car ils sont composés de membres de la communauté choisis au hasard, de témoins et de représentants de partis politiques. L'acte électoral est entièrement électronique, consistant en les étapes suivantes:
1. L'électeur habilite le vote avec son empreinte digitale, garantissant un électeur, un vote.
2. L'électeur fait sa sélection sur l'écran tactile de la machine.
3. La machine de vote imprime un reçu, que l'électeur vérifie et dépose dans l'urne.
4. À la clôture de l'acte électoral, les résultats sont totalisés, transmis par chaque machine et les procès-verbaux correspondants sont imprimés.
5. 90 % des urnes sont auditées en présence de la communauté.
6. Des copies des procès-verbaux sont remises aux représentants des partis politiques présents, qui les transmettent à leurs propres centres de calcul.

Comme on peut le constater, les électeurs et les organisations politiques participantes peuvent vérifier l'intention de l'électeur à plusieurs reprises pendant l'acte électoral, rendant les résultats électoraux difficiles à manipuler,.

### Intervention du Tribunal suprême de justice en 2020
Le 5 juin 2020, le Tribunal suprême de justice (TSJ) a déclaré l'omission constitutionnelle de l'Assemblée nationale du Venezuela et s'est habilité à nommer les recteurs du Conseil national électoral. Le 11 juin 2020, la IVe législature de l'Assemblée nationale du Venezuela n'a pas reconnu la décision du TSJ et a décidé de poursuivre le processus de nomination des candidats aux recteurs du CNE, qui a été interrompu pendant les mois de la pandémie de coronavirus. Le 12 juin 2020, la Chambre constitutionnelle du Tribunal suprême de justice du Venezuela a nommé Indira Maira Alfonzo Izaguirre et Rafael Simón Jiménez comme recteurs principaux du Conseil national électoral. Indira Alfonzo, nommée présidente du CNE, était magistrate de la Chambre électorale et a été sanctionnée par le gouvernement du Canada le 22 septembre 2017, accusée d'avoir porté atteinte à la démocratie vénézuélienne,. Rafael Simón Jiménez a été député de l'Assemblée nationale de 2000 à 2005 et de 2011 à 2016,,.
Enrique Márquez en a été vice-président de 2021 à 2023.

### Smartmatic et l'élection constituante
Smartmatic, l'entreprise responsable de fournir le système de vote électronique au Venezuela, a publiquement dénoncé une « manipulation des données » lors des élections pour l'Assemblée constituante. Cette dénonciation a été faite lors d'une conférence de presse à Londres par le PDG de l'entreprise, Antonio Mugica, qui a souligné une différence d'au moins un million de votes entre les chiffres officiels et ceux enregistrés par son système en août 2017. Le Conseil national électoral (CNE) du Venezuela a rejeté ces accusations, défendant le chiffre officiel de participation de 41,53 %, soit 8 millions d'électeurs. La présidente du CNE, Tibisay Lucena, a qualifié les déclarations de Mugica d'« irresponsables » et d'« infondées »,.
Il est important de noter que Smartmatic a fourni la technologie de vote au Venezuela depuis 2004. Cependant, l'entreprise a souligné qu'à la différence d'autres élections, cette fois-ci (2017), il n'y avait pas d'auditeurs de l'opposition présents, qui sont considérés comme essentiels pour observer le processus. L'absence de ces auditeurs est due à la décision de l'opposition de ne pas participer à ces élections. En raison de cette situation, plusieurs pays ont annoncé qu'ils ne reconnaîtraient pas les résultats des élections. L'opposition vénézuélienne avait précédemment estimé un taux de participation de 12,4 % de l'électorat, soit environ 2,4 millions d'électeurs.
Après la dénonciation de Smartmatic, le leader de l'opposition Julio Borges a affirmé que les déclarations de l'entreprise confirmaient les allégations antérieures de l'opposition et a décrit la situation comme un « séisme mondial ». D'un autre côté, Antonio Mugica a déclaré que Smartmatic avait des preuves irréfutables de la manipulation des données de participation. Malgré les contributions significatives de Smartmatic à plusieurs élections au Venezuela et dans d'autres pays, l'entreprise n'a pas été exempte de controverses. Par le passé, elle a été accusée d'avoir des liens avec le défunt président vénézuélien Hugo Chávez. Cependant, avec sa croissance internationale, l'entreprise semble avoir priorisé sa crédibilité et sa réputation par rapport à toute relation antérieure avec le gouvernement vénézuélien.

### ExClé C.A
L'entreprise ExClé C.A, une filiale de la société argentine Ex-Clé S.A, a été engagée après le retrait de Smartmatic par le Dr Rafael Simón Jiménez, qui était recteur du CNE, pour acquérir les machines de vote en 2020. ExClé C.A a été sanctionnée par le Office of Foreign Assets Control (OFAC) du département d'État des États-Unis le 18 décembre 2020, après les élections parlementaires de 2020,.

### Élections parlementaires au Venezuela
Le dimanche 6 décembre, le Venezuela organisera ses élections parlementaires. Ces élections, convoquées par le gouvernement de Nicolás Maduro et largement boycottées par l'opposition, ont suscité des préoccupations et des controverses quant à leur légitimité. Maduro, qui contrôle le système judiciaire et les organes électoraux du pays, est déterminé à récupérer l'Assemblée nationale en 2021. S'il réussit, cela consoliderait encore davantage le pouvoir de son gouvernement et affaiblirait l'opposition, dirigée par Juan Guaidó. Guaidó, reconnu par beaucoup comme le président intérimaire du Venezuela, verrait son mandat de député prendre fin officiellement le 4 janvier 2021.
Plusieurs événements récents ont mis en lumière des préoccupations concernant la légitimité du prochain processus électoral. Par exemple, un nouveau Conseil national électoral a été élu sans l'approbation de l'Assemblée nationale. De plus, il y a eu des interventions judiciaires dans les partis politiques et une augmentation illégale du nombre de parlementaires. Le résultat de ces élections et leur perception internationale pourraient avoir des implications significatives pour la politique vénézuélienne et les relations internationales dans les années à venir. Certains pays, comme le Brésil et des membres du Groupe de Lima, ont déjà indiqué qu'ils ne reconnaîtraient pas les résultats s'ils étaient jugés frauduleux. D'un autre côté, la position de Guaidó et sa reconnaissance internationale pourraient également être affectées en fonction du résultat et de la perception de ces élections.